# Chapelle-Vallon
Chapelle-Vallon è un comune francese di 213 abitanti situato nel dipartimento dell'Aube nella regione del Grand Est.

## Società

### Evoluzione demografica
Abitanti censiti